# Random.org
Random.org (стилізований як RANDOM. ORG) — це веб-сайт, який генерує випадкові числа на основі атмосферного шуму. На додаток до генерації випадкових чисел у визначеному діапазоні та відповідно до заданого розподілу імовірностей, що є найпоширенішою діяльністю на сайті, він має безкоштовні інструменти для моделювання таких подій, як підкидання монет, тасування карт і кидання кубиків. Він також пропонує платні послуги для створення довших послідовностей випадкових чисел і виступає стороннім арбітром для проведення розіграшів, тоталізаторів і рекламних акцій. Random.org відрізняється від генераторів псевдовипадкових чисел, які використовують математичні формули для створення випадкових чисел.

## Історія
Веб-сайт був створений у 1998 році Мадсом Хааром, доктором наук і професором інформатики в Триніті-коледжі в Дубліні, Ірландія. Випадкові числа генеруються на основі атмосферного шуму, уловленого кількома радіоприймачами, налаштованими між станціями.

## Біти
Двійкова цифра (біт) може бути 0 або 1. Є кілька радіоприймачів Random.org, розташованих у Копенгагені, Дубліні та Болсбріджі, кожен із яких генерує 12 000 біт на секунду від уловленого атмосферного шуму. Генератори створюють безперервний рядок випадкових бітів, які перетворюються в необхідну форму (ціле число, розподіл Гауса тощо).

## Квота
Існують обмеження на кількість бітів, що надаються на конкретну IP-адресу. Новий користувач (ідентифікований за IP-адресою) починає з безкоштовної квоти в 1 000 000 біт, яка вичерпується щоразу, коли надходять біти, і поповнюється на 200 000 біт (або до 1 000 000 біт, якщо у користувача залишилося понад 800 000 біт) щодня опівночі за UTC. Можна придбати більшу кількість біт.